# Гало Конфорзо (Кунео)
Гало Конфорзо је насеље у Италији у округу Кунео, региону Пијемонт.
Према процени из 2011. у насељу је живело 124 становника. Насеље се налази на надморској висини од 198 м.